# Kulun (sockenhuvudort i Kina, Inner Mongolia Autonomous Region, lat 41,76, long 112,67)
Kulun är en sockenhuvudort i Kina. Den ligger i den autonoma regionen Inre Mongoliet, i den norra delen av landet, omkring 130 kilometer nordost om regionhuvudstaden Hohhot. Antalet invånare är 1 612. Befolkningen består av 760 kvinnor och 852 män. Barn under 15 år utgör 12,0 %, vuxna 15-64 år 80 %, och äldre över 65 år 7,0 %.
Runt Kulun är det ganska glesbefolkat, med 38 invånare per kvadratkilometer. Det finns inga andra samhällen i närheten. Trakten runt Kulun består i huvudsak av gräsmarker.
Genomsnittlig årsnederbörd är 440 millimeter. Den regnigaste månaden är juni, med i genomsnitt 117 mm nederbörd, och den torraste är januari, med 3 mm nederbörd.